# Oh Yeon-kyo
Dans ce nom coréen, le nom de famille, Oh, précède le nom personnel.
Oh Yun-kyo  (coréen : 오연교), né le 25 mai 1960 en Corée du Sud, et mort le 27 septembre 2000 dans le même pays, est un joueur de football international sud-coréen, qui évoluait au poste de gardien de but.

## Biographie

### Carrière en club
Oh Yun-kyo joue en faveur du Yukong Elephants et du Hyundai Horang-i.

### Carrière en sélection
Avec les moins de 20 ans, il participe à la Coupe du monde des moins de 20 ans 1979 qui se déroule au Japon. Lors du mondial junior, il joue trois matchs : contre le Paraguay, le Canada, et le Portugal. 
Oh Yeon-kyo reçoit 10 sélections en équipe de Corée du Sud entre 1985 et 1986.
Il figure dans le groupe des sélectionnés lors de la Coupe du monde de 1986. Lors du mondial organisé au Mexique, il joue trois matchs : contre l'Argentine, la Bulgarie, et l'Italie.

## Palmarès
Yukong Elephants
- Championnat de Corée du Sud :
  - Vice-champion : 1984.